# Hare Hall Beck
Der Hare Hall Beck ist ein Wasserlauf im Lake District, Cumbria, England.
Der Hare Hall Beck entsteht als Abfluss des Stickle Tarn an dessen Südseite und fließt in südlicher Richtung bis zu seiner Mündung in den Dunnerdale Beck.